# Jean Nuttli
Jean Nuttli   (Kriens, 2 de gener de 1974) va ser un ciclista suís, que fou professional entre el 2002 i el 2006. En el seu palmarès destaca el campionat nacional en contrarellotge del 2000.

## Palmarès
- 2000
  - 1r al Chrono des Herbiers
- 2001
  -  Campió de Suïssa en contrarellotge
  - 1r al Chrono des Herbiers
  - Vencedor d'una etapa al Tour de Poitou-Charentes
  - Vencedor d'una etapa al Circuit de La Sarthe
- 2002
  - Vencedor d'una etapa al Circuit de La Sarthe
- 2003
  - 1r a la Volta a Brandenburg i vencedor d'una etapa
  - 1r al Duo Normand (amb Philippe Schnyder)
  - Vencedor d'una etapa a la Jadranska Magistrala